# Eirmocephala
Eirmocephala là một chi thực vật có hoa trong họ Cúc (Asteraceae).

## Loài
Chi Eirmocephala gồm các loài: